# Ardito Desio
Ardito Desio (Palmanova, 18 aprile 1897 – Roma, 12 dicembre 2001) è stato un esploratore e geologo italiano.

## Biografia
Ardito Desio nacque a Palmanova, in provincia di Udine, il 18 aprile 1897 da Antonio Desio e Caterina Zorzella, originaria di Cividale del Friuli, primo di tre figli di cui due femmine, Nelsa e Bruna.
Frequentò le scuole elementari a Palmanova, le medie inferiori a Udine, le superiori a Cividale del Friuli e il liceo allo Jacopo Stellini di Udine.
Partecipò alla prima guerra mondiale, prima come volontario ciclista nel 1915, poi di leva come ufficiale dell'8º Reggimento Alpini. Preso prigioniero nel novembre 1917, fu liberato nell'ottobre del 1918. Divenne poi maggiore degli Alpini fuori servizio. Si laureò in Scienze Naturali a Firenze il 31 luglio 1920 con una tesi sul glaciale della Val Resia col professor Di Stefani.
Lavorò come conservatore nel Museo Civico di Storia Naturale di Milano dal 1924 al 1927. Fu libero docente di Geologia nel 1927, assistente incaricato a Firenze, Pavia e Milano, professore incaricato di Geologia, Geografia fisica e Paleontologia all'Università di Milano. Vinse il concorso per la cattedra di Geologia della medesima università nel 1931. Fu poi direttore effettivo dell'Istituto di Geologia dell'Università di Milano, da lui stesso fondato nel 1929, e professore incaricato di Geologia Applicata al Politecnico di Milano. Organizzò e diresse per tre anni al Politecnico il “Corso di tecnica delle perforazioni” e per quattro anni all'Università il “Corso di perfezionamento in geologia applicata”, sino al 31 ottobre 1967, quando venne collocato fuori ruolo per raggiunti limiti di età. Nel 1972 venne nominato "professore emerito".
Compì studi di carattere geografico, geologico e paleontologico in Italia e all'estero: in Italia specialmente sulle Alpi Giulie, sulle Prealpi Lombarde e sui ghiacciai del gruppo dell'Ortles-Cevedale, oltre a studi occasionali in Toscana e in Valle d'Aosta. La sua attività scientifica è documentata da oltre 400 pubblicazioni di varia mole e di carattere geografico, geologico, paleontologico e idrologico. Le principali opere scientifiche riguardano le Alpi Giulie, i ghiacciai dell'Ortles-Cevedale (Alpi Centrali), il Dodecaneso, la Libia, il Sahara orientale, l'Etiopia e il Karakorum. Ha scritto il trattato “Geologia Applicata all'Ingegneria” (Ed. Hoepli) e ha curato il volume “Geologia dell'Italia” e quello monografico su “L'Antartide”, editi dall'UTET.
Fra il 1966 e il 1970 partecipò ai lavori della Commissione Interministeriale Italiana per la sistemazione idraulica e la difesa del suolo ("Commissione De Marchi") come presidente della III Sottocommissione incaricata dello studio dei fenomeni idrologici connessi con la difesa del suolo e di proporre un programma di interventi.
Come giornalista scrisse per molti anni sul Corriere della Sera e su Il Giornale, sia come corrispondente di viaggi, sia come collaboratore scientifico. Collaborò occasionalmente ad altri giornali e a varie riviste italiane e straniere con articoli di indole soprattutto geografica e geologica. Fu direttore della Rivista Italiana di Paleontologia e Stratigrafia, della rivista Geologia Tecnica e degli Annali del Museo Libico di Storia Naturale, da lui fondati.
Ardito Desio morì serenamente a Roma il 12 dicembre 2001 all'età di 104 anni; la salma ha ricevuto sepoltura nel cimitero di Palmanova.
L'Archivio storico "Ardito Desio", che contiene la documentazione testuale, fotografica e filmata dell'attività esplorativa e scientifica di Desio, è stato ospitato presso la sede della sezione di Roma del Club Alpino Italiano e ora è depositato al Museo Friulano di Storia Naturale di Udine. La sezione testi dell'archivio è composta sia dagli scritti scientifici che dai diari delle spedizioni, dalle relazioni tecniche, da poster e cartoline e dai carteggi personali dello scienziato; la sezione immagini è costituita da circa quarantamila fotografie di vari autori e da circa quaranta filmati in bianco e nero e a colori. L'archivio contiene inoltre una sezione oggettistica, riguardante principalmente oggetti utilizzati nelle spedizioni o strumentazione fotografica e tecnico-scientifica.

## Viaggi e spedizioni

### Periodo prebellico
Fra il 1921 e il 1924 effettuò due missioni (14 mesi) nelle isole del Dodecanneso (Mar Egeo), studiando e illustrando per la prima volta quell'arcipelago in un'apposita monografia geologica.
Nel 1926 effettuò una missione geografico-geologica in Marmarica e nel territorio di Giarabub (Libia), pubblicando i risultati in quattro volumi.
Nel 1929 prese parte come geografo e geologo alla spedizione del Duca di Spoleto nella catena del Karakorum (Asia Centrale). In tale occasione penetrò per la prima volta nel ghiacciaio Duca degli Abruzzi (Baltoro) ed esplorò la media Valle Shaksgam, sul versante settentrionale del Karakorum, nella quale una spedizione inglese (Kenneth Mason) non era riuscita a penetrare. Eseguì rilievi topografici in vaste aree inesplorate e lo studio geologico e geografico di tutto il territorio. Il resoconto della spedizione è contenuto in un grosso volume, da lui stesso compilato, apparso nel 1936.

#### Esplorazione del Sahara libico
Gli studi geologici più significativi di Desio furono quelli sahariani in Libia, al tempo colonia italiana. Durante gli anni '20 e '30, compì diverse lunghe spedizioni geologiche fino a Jebel Arkenu e ai Monti Tibesti orientandosi nel deserto con bussola e teodolite, viaggiando d'estate, talvolta autofinanziandosi, e causa instabilità dei rapporti con le popolazioni locali, si muoveva sui dromedari protetto da una scorta armata, a questo riguardo, quando nel dopoguerra fu festeggiato a Tripoli per i suoi studi gli si presentò un uomo che confessò di aver fatto parte di una banda di razziatori che al tempo aveva tentato di assalirlo e ucciderlo. Queste sue prospezioni pioneristiche portarono a importanti scoperte sulla geologia sahariana, sul suo potenziale minerario e petrolifero e, in particolare, sull'idrogeologia. Inoltre, fu uno dei primi studiosi che osservò e documentò i cambiamenti climatici avvenuti nel Sahara.  Infine, riconobbe i lineamenti neotettonici della costa libica.
Nel 1930 visitò, per scopi di rilevamento geologico, la Cirenaica e la Sirtica e nel 1931, per incarico dell'Accademia d'Italia presieduta da Guglielmo Marconi, attraversò il Sahara libico con una grande carovana di cammelli, rientrando alla costa attraverso il Fezzan orientale. Anche in questa occasione compì studi di carattere geologico e geomorfologico, pubblicati in quattro volumi. Nel 1932 visitò a scopo geologico il retroterra cirenaico fra le oasi di Giarabub, Gialo, Marada e la costa del Mediterraneo.
Nel 1936 individuò una ricchissima falda acquifera artesiana che venne impiegata per l'irrigazione di vaste aree della provincia di Misurata e che consentì la colonizzazione e la trasformazione agraria di quel territorio semidesertico. Nello stesso anno prese parte al primo volo sul massiccio del Tibesti (Sahara Orientale) e lungo i confini meridionali della Libia, organizzato dal governatore Italo Balbo. Nello stesso anno effettuò l'esplorazione geologica del Fezzan (per incarico della Società Geografica Italiana), di cui illustrò per la prima volta la costituzione geologica.
Dal 1936 venne incaricato dal governo della Libia di creare il Museo Libico di Storia Naturale e di dirigere le ricerche geologico-minerarie e di acque artesiane nel sottosuolo. Scoprì un giacimento di sali di magnesio e potassio (carnallite) nell'oasi di Marada e l'esistenza di idrocarburi nel sottosuolo libico, estraendo nel 1938 i primi litri di petrolio. Il programma di ricerche petrolifere per il triennio successivo, da sviluppare con il concorso dell'AGIP, prevedeva, nel quadro dei suoi studi sull'intero territorio libico (sintetizzati nella sua carta geologica di tutta la Libia), indagini nella Sirtica, da lui studiata per la prima volta dal punto di vista geologico, ed è proprio in quell'area che vari anni dopo vennero trovati da società statunitensi i maggiori giacimenti di idrocarburi della Libia. Lo scoppio della guerra impedì lo sviluppo di tale programma: comunque, prima di lasciare quel paese, 18 dei pozzi perforati per ricerche idriche davano manifestazioni di petrolio.
Nel 1940 diresse una spedizione geologica nel Tibesti, esplorandone il settore nord-orientale.
I rapporti della sua attività geologica e le mappe geologiche prodotte rilevando il deserto libico, costituirono la conoscenza di base della geologia regionale utilizzata durante la fase eplorativa di ricerca petrolifera sviluppata nell'area durante gli anni '60
Nel 1933 diresse una spedizione italiana che operò nell'Iran, scalando per la prima volta parecchie cime superiori a 4000 m nella catena dello Zagros e il Demavend (5771 m) per il versante ovest. In questa occasione segnalò la presenza di piccoli ghiacciai in quel paese.
Nel 1937 e 1938 effettuò due missioni geologico-minerarie nell'ovest etiopico (Uollega e Beni Shangul) fra il Nilo Bianco e il Nilo Azzurro, ove trovò giacimenti di oro, molibdenite e mica. La sua missione venne assalita dalla resistenza etiope perdendo parecchi uomini, fra i quali due dei cinque italiani.
Nello 1940 organizzò e diresse anche una missione geologico-mineraria in Albania (bacino del Drin Nero) per ricerche di platino, missione interrotta dalle vicende belliche.
A causa della seconda guerra mondiale sospese le sue missioni all'estero. Si dedicò allora a ricerche geologiche in Lombardia e all'elaborazione dei dati raccolti nei suoi ultimi viaggi. In quel periodo compilò tra l'altro e diede alla stampa un trattato di Geologia Applicata all'Ingegneria, un volume sui suoi viaggi in Libia (“Le vie della Sete”) e una monografia sui ghiacciai dell'Ortles-Cevedale.

### Dopoguerra
Nel dopoguerra riprese le sue missioni all'estero.
Nel 1952 effettuò un'ispezione geologico-mineraria in Giordania per accertare la consistenza dei giacimenti fosfatiferi

#### Spedizione al K2
Nel 1952 effettuò un viaggio preliminare in Pakistan e in India per predisporre una spedizione himalayana. Chiese allora il permesso al governo del Pakistan per tentare la scalata del K2 (8611 m), seconda cima del mondo per altezza. Siccome per il 1953 il permesso era già stato accordato alla spedizione nordamericana di Charles Houston, effettuò invece un rapido viaggio nel massiccio dell'Haramosh ove, per incarico del governo pakistano, prese in esame il problema del ghiacciaio Kuthiah che in tre mesi era progredito di 12 km, invadendo la valle sottostante. Di là proseguì per il ghiacciaio Baltoro, effettuando una ricognizione sino alle pendici del K2.
Essendo fallita la spedizione americana, ottenne dal governo pakistano il permesso per tentare la scalata del K2 e nel 1954 organizzò e diresse la spedizione italiana che scalò per la prima volta quella montagna, effettuando nel contempo una serie di indagini geologiche e geografiche e visitando, fra l'altro, i ghiacciai Biafo e Hispar, due fra i maggiori del Karakorum. Del suo volume sulla storia di quel viaggio sono state stampate 15 edizioni in 12 lingue. Dieci volumi di relazioni scientifiche sono stati pubblicati in lingua inglese. A questi vanno aggiunti un centinaio di scritti minori.

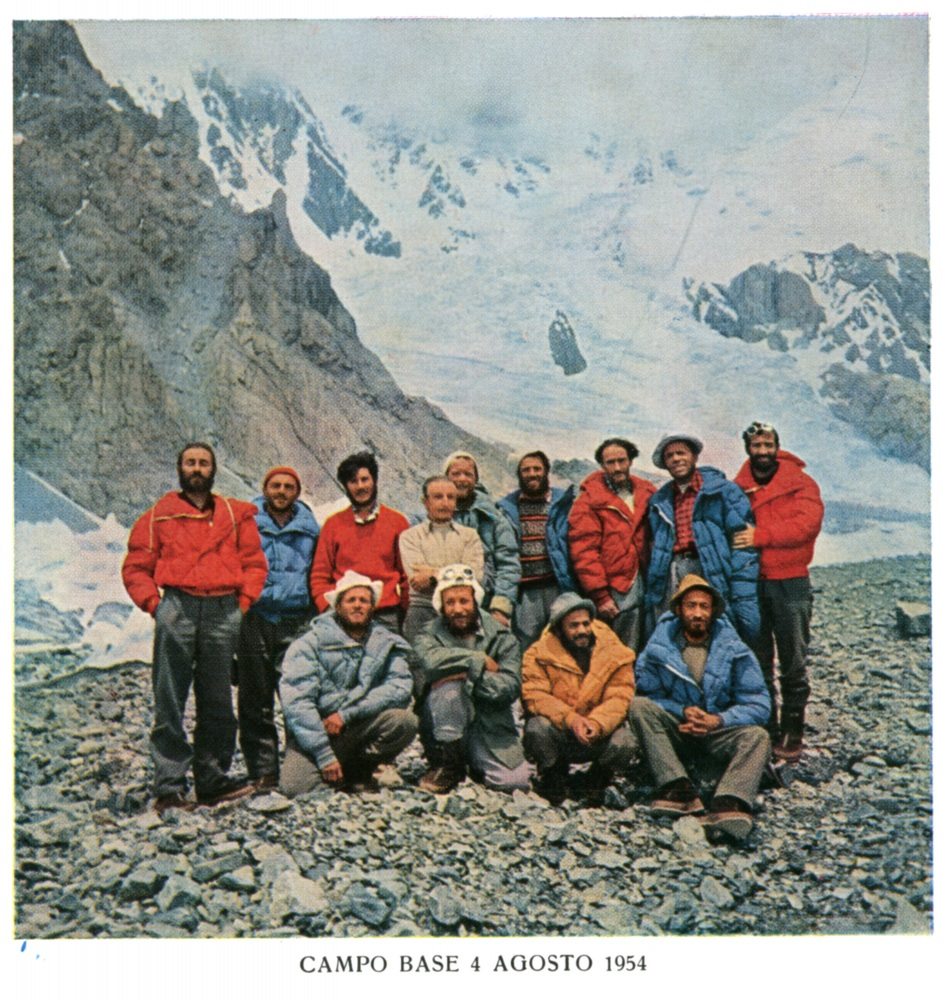
Componenti della spedizione al K2 del 1954

Nella primavera del 1955 compì una tournée di conferenze nelle due Americhe e visitò anche l'estremità meridionale della catena andina, mentre nell'estate del medesimo anno effettuò due spedizioni geologiche, una nel Chitral (Pakistan nord-occidentale) e una nell'Afghanistan centrale.
In occasione dell'Anno Geofisico Internazionale (1957-1959) dedicato all'esplorazione dell'Antartide, cercò di organizzare una spedizione italiana in quel continente, senza tuttavia riuscire a raccogliere la somma necessaria. Ritentò più tardi (1960), ma per varie circostanze sfavorevoli anche quel tentativo andò a vuoto.
Nel 1961 organizzò e diresse una spedizione scientifica nell'Hindu Kush (Badakhshan) e nel Katagan (Afghanistan nord-orientale) e nell'anno successivo condusse una nuova spedizione leggera nel Karakorum occidentale (Valle di Hunza e ghiacciai Chogo Lunga e Hoh Lunga).
Fra i mesi di novembre e di dicembre 1962, per invito della National Science Foundation degli USA, visitò le principali stazioni del settore nordamericano dell'Antartide raggiungendo anche il Polo Sud tramite un volo aereo. Atterrato al polo, con i piedi tenuti al caldo dagli stivali di renna utilizzati durante la spedizione al K2, rimase colpito dalla bassa temperatura - 47°C e si dispiacque di esserci arrivato come passeggero di un volo e non come esploratore. Nell'aprile 1974 gli venne conferita dal governo degli Stati Uniti la “Antarctic Service Medal”.
Nell'inverno del 1967-1968 effettuò una missione nella Birmania centrale per esaminare dal punto di vista geologico la fattibilità di un progetto di irrigazione, patrocinato dell'ONU, sul fiume Mu (affluente dell'Irrawaddy), missione che venne completata nell'anno successivo.
Di problemi del genere, soprattutto a scopo idroelettrico, si occupò molte volte sia in varie regioni dell'Italia, sia all'estero (Spagna, Svizzera, Grecia, Turchia, Libia, Pakistan, Brasile), studiando i problemi geologici di un centinaio di impianti, di cui poco meno della metà poi realizzati.
Nel 1970 effettuò una missione di studio nell'isola di Mindanao (Filippine), preparando un rapporto di carattere geologico-minerario allo scopo di valorizzare le risorse del sottosuolo del Cotabato meridionale.
Nel 1971 compì nuovi studi geologici nel Karakorum, esplorando fra l'altro la media valle dell'Indo, prima d'allora sconosciuta dal punto di vista geologico. La guerra indo-pakistana interruppe temporaneamente la prosecuzione delle ricerche, ma nel 1973 ritornò ancora una volta nel Karakorum per completarle.
L'ultima sua missione nel Karakorum risale al 1975 ed ebbe luogo nel distretto di Gilgit, missione effettuata con alcuni suoi ex-allievi e collaboratori.
Nel 1980 ricevette dalla Accademia Sinica l'invito a prendere parte a un simposio sul Tibet che si tenne a Pechino nell'ultima settimana di maggio. Al simposio fece seguito la traversata del Tibet Meridionale da Lhasa per Shigatse sino a Zhangmu, proseguendo per Katmandu nel Nepal. Durante la settimana trascorsa a Pechino, Desio ricevette particolari onori dalle maggiori autorità scientifiche e politiche cinesi fra le quali Deng Xiaoping.

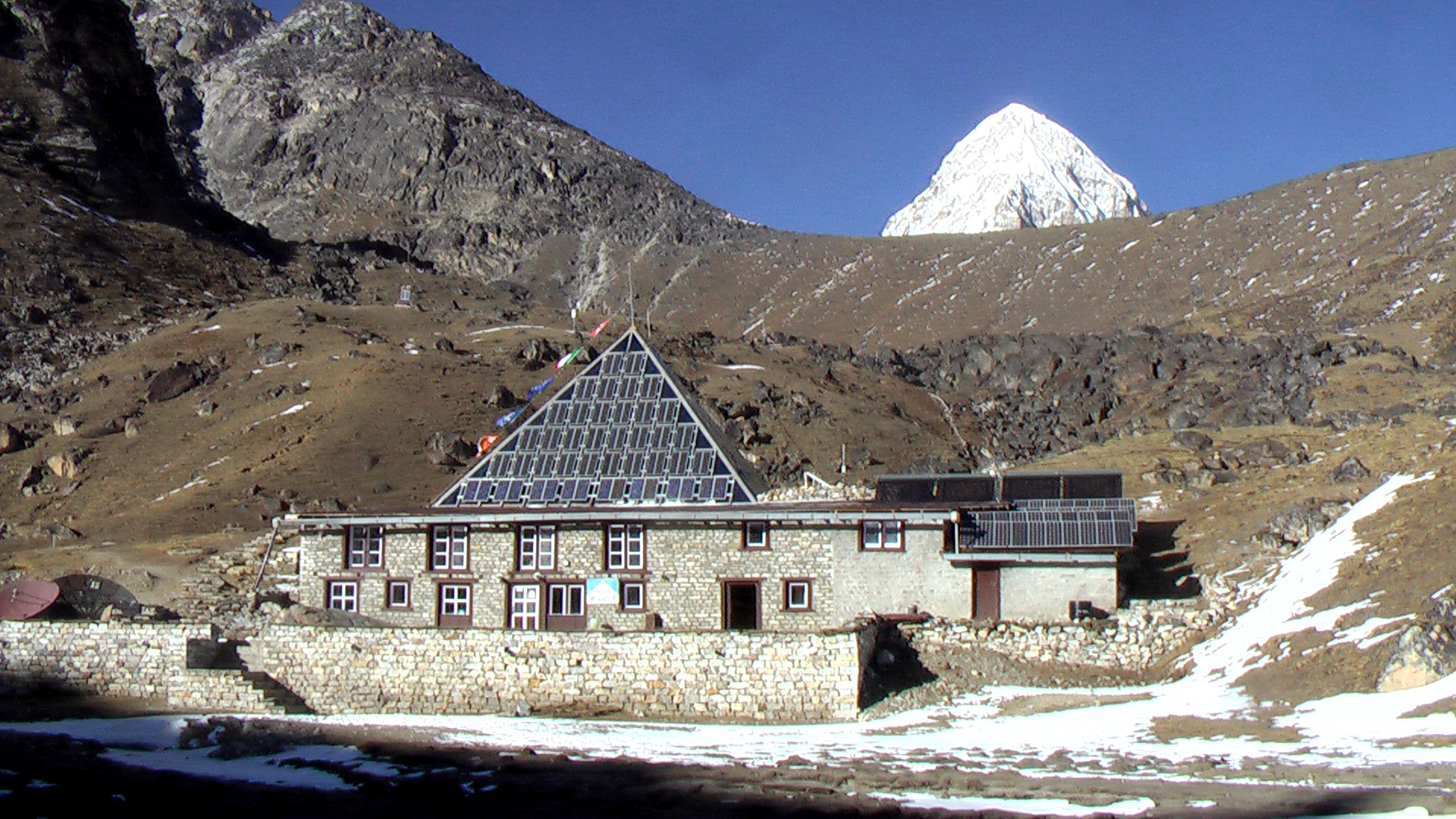
Il laboratorio scientifico con la piramide di vetro sotto la cima dell'Everest

Progettò e realizzò un laboratorio scientifico in una piramide di acciaio, alluminio e vetro, in grado di funzionare come laboratorio di ricerca multidisciplinare ad alta quota (Ev-K2-CNR), che nel 1990 fu installato a 5050 metri d'altezza, sotto la cima dell'Everest.
Le spedizioni fuori dall'Italia furono da lui effettuate utilizzando sempre i periodi delle vacanze scolastiche per mantenere la continuità dell'insegnamento.

## La posizione di Ardito Desio nelCaso K2

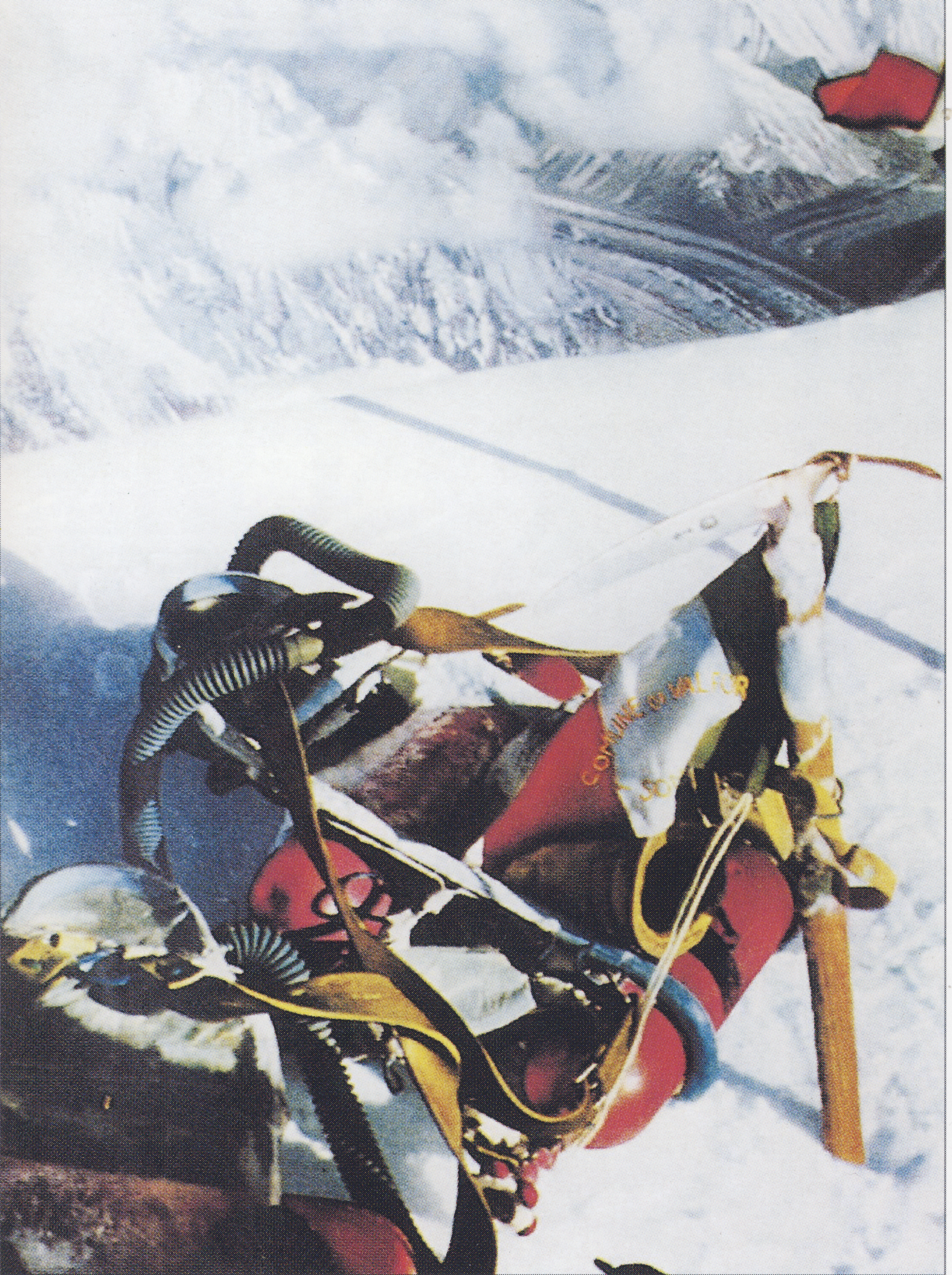
Foto scattata in vetta da Compagnoni. Sono ben visibili i cilindri rossi delle bombole e i tubi corrugati di collegamento agli erogatori.

Il successo della spedizione italiana al K2 si concluse con aspre polemiche e azioni giudiziarie che si protrassero per cinquant'anni.
Desio effettuò una selezione discrezionale dei partecipanti, escludendo chi avrebbe potuto fargli ombra. Prima ancora della partenza, suscitò discussioni il caso di Riccardo Cassin, alpinista sopraffino e medaglia d'oro al valore atletico, che era stato la guida di Desio nella prima ricognizione al K2 del 1953 e che era stato designato dal CAI a comandare la successiva spedizione di conquista al pari di Desio. Quest'ultimo avanzò la pretesa d'essere nominato responsabile unico della spedizione, pena la sua non partecipazione alla stessa, e Cassin, per non metterne a repentaglio l'organizzazione, rinunciò all'incarico. Poco dopo, però, fu del tutto allontanato dal corpo di spedizione a seguito di esami medici, ripetuti due volte su richiesta di Desio, dai quali risultò in entrambi i casi non idoneo all'attività alpinistica alle altissime quote. Ufficialmente Cassin non fu escluso per diretta volontà di Desio, ma perché non assicurabile. In seguito, tuttavia, i referti medici degli esami si riveleranno falsi e palesemente artefatti. La fibra di Cassin era anzi fortissima, tanto che successivamente guiderà la spedizione italiana del 1958 al Gasherbrum IV, coronata dal successo, e in quell'ambito tenterà l'assalto in solitaria al Gasherbrum III, giungendo fino a quota 7350. La sua carriera di alpinista si concluderà con la ripetizione a 78 anni d'età della sua salita al Pizzo Badile; morirà infine il 6 agosto del 2009 a oltre cento anni di età. Altri grandi alpinisti esclusi ingiustamente dalla spedizione furono Cesare Maestri e Gigi Panei. A Maestri durante le visite mediche venne riscontrata una presunta ulcera allo stomaco, che in seguito si appurò non avere. Panei, al pari di Cassin, venne escluso per via del suo carattere inflessibile che avrebbe potuto ostacolare Desio. Al posto di Panei venne convocato il suo giovane compagno di cordata nella prima invernale della Cresta dell'Innominata, Sergio Viotto.
Desio controllò in modo autoritario e militaresco l'andamento della missione, diramando ordini del giorno e minacciando punizioni in base alla sua concezione di spedizione alpinistica:
Il suo atteggiamento gli fece guadagnare gli appellativi ironici di ducetto e di piccolo generale. Fece inoltre firmare ai membri della spedizione un contratto con il quale impediva loro di rilasciare interviste e resoconti degli eventi per un periodo di due anni.
Walter Bonatti, che mise a repentaglio la vita per la buona riuscita della spedizione, fu paradossalmente accusato dalla stampa, in base alla relazione ufficiale pubblicata da Desio e a interviste rilasciate da Achille Compagnoni, di averne minato il successo per avere consumato parte dell'ossigeno destinato alla conquista della vetta (fatto rivelatosi in seguito falso e non aderente alla realtà). Scaturì da ciò una lunga battaglia personale di Bonatti affinché il capitolo relativo all'assalto alla vetta contenuto nella relazione ufficiale redatta da Desio fosse profondamente riveduto.
Il Club Alpino Italiano nominò nel 1994 una commissione ufficiale, la quale, però, nel tentativo di trovare una spiegazione che si conciliasse con la versione dei fatti di Desio, non fece piena luce sul caso, ma anzi contribuì a creare confusione sullo stesso. Sulla rivista del CAI fu tuttavia pubblicato un articolo che sposava la versione di Bonatti, riconoscendone il fondamentale contributo alla riuscita della spedizione.
Nel 2004 (tre anni dopo la morte di Desio) il Club Alpino Italiano nominò una commissione finale di tre saggi, a seguito delle risultanze della quale il CAI fece autocritica e riconobbe ufficialmente la versione di Bonatti come l'unica vera e attendibile relativamente alla vicenda del K2, pubblicando poi, nell'aprile del 2008, la relazione conclusiva della Commissione d'Inchiesta CAI.
Nel dicembre del 2008 anche la Società Geografica Italiana, ambiente che per tradizione era il più vicino a Desio, validò a sua volta ufficialmente le tesi di Bonatti.
La figlia di Desio, Maria Emanuela, cercò di appianare la posizione del padre in un'intervista in cui spiegava come egli fosse partito con l'incarico di organizzare e dirigere la spedizione, e non come alpinista. Anche se raggiunse il secondo campo a 5800 m, non poté comunque assistere in prima persona allo svolgersi dei fatti avvenuti a oltre 8000 m se non attraverso i racconti degli stessi alpinisti, racconti riportati nel suo diario e nel suo libro "La Conquista del K2", pubblicato nel dicembre del 1954. L'impresa era però stata finanziata in gran parte con denaro pubblico, del cui uso Desio in quanto capo-spedizione era tenuto a rispondere; egli stabilì viceversa di restare fuori dalle polemiche che scaturirono alcuni anni dopo. Questa sua pretesa di estraniarsi dal dibattito gli procurò a sua volta severe critiche.
La figura di Desio in campo alpinistico uscì offuscata dalle polemiche del caso K2: Fosco Maraini, che nel 1985 aveva inviato a Desio una lettera nella quale manifestava la propria solidarietà nei suoi confronti, sarà poi tra i firmatari della relazione conclusiva d'inchiesta CAI dei tre saggi pubblicata nel 2008, che porrà la pietra tombale sull'aspra vicenda.

## Riconoscimenti
È stato membro nazionale dell'Accademia Nazionale dei Lincei e di altre accademie italiane ed estere e corrispondente di varie società scientifiche e membro onorario della Facoltà di Scienze dell'Università del Cile. È stato socio onorario della Società Geografica Italiana, della Società Italiana per il Progresso delle Scienze, della Gesellschaft für Erdkunde di Berlino, della Geological Society di Londra, della Société Géologique de Belgique, della Paleontolgical Society of India e di altre società scientifiche.
È stato insignito della Patron’s Medal della Royal Geographical Society di Londra, della medaglia d'oro del Pakistan, della medaglia d'oro dei benemeriti della scuola, della cultura e dell'arte d'Italia, delle medaglie d'oro della Provincia e dei Comuni di Milano, di Udine, di Palmanova ecc. È stato cittadino onorario di Aosta e di Tarcento.
È stato presidente della Società Geologica Italiana (1941), vicepresidente della Société Géologique de France (1956), presidente del Comitato Geologico Italiano (1963-1973), del Comitato Glaciologico Italiano (1967-1975 e poi presidente onorario). È stato presidente dell'Associazione Nazionale dei Geologi Italiani (1955-1970 e poi presidente onorario) e primo presidente dell'Ordine Nazionale dei Geologi (1969-1979). Fondò e diresse per vari anni il comitato scientifico del Club Alpino Italiano.

## Libri di Ardito Desio
- 1928 Le colonie - Rodi e le isole italiane dell'Egeo. UTET - Torino
- 1950 Le vie della sete. Hoepli, Milano
- 1954 La conquista del K2. Seconda cima del mondo. Garzanti, Milano
- 1955 Le ricerche scientifiche della spedizione italiana al Karakorum - K 2 1954. Accademia Naz. dei Lincei
- 1973 Geologia applicata all'ingegneria. Hoepli
- 1977 The Work of the Italians in the scientific exploration of the Karakorum (Central Asia). Accademia Naz. dei Lincei
- 2004 La conquista del K 2. Garzanti Libri, Milano
- 2005 Sulle vie della sete dei ghiacci e dell'oro. Mursia
- 2006 Le vie della sete. Esplorazioni sahariane. Polaris
- 2006 Il Sahara italiano. Il Tibesti nord-orientale. Università La Sapienza
- 2008 La conquista del K2. Corbaccio